# Holoplatys tasmanensis
Holoplatys tasmanensis is een spinnensoort uit de familie springspinnen (Salticidae). De soort komt voor in Tasmanië.